# Virág Buzsáki
Virág Buzsáki (* 6. Januar 2000) ist eine ungarische Cross-Country-Mountainbikerin.

## Sportlicher Werdegang
Buzsáki fing im Alter von neun Jahren mit dem Mountainbikesport an. 2016 gewann sie die Bronzemedaille in der U17-Wertung der Jugend-Europameisterschaften in Graz. Als Juniorin war sie 2017 und 2018 ungarische Meisterin im olympischen Cross-Country (XCO), 2018 auch im Straßenrennen. Sie vertrat Ungarn bei den Olympischen Jugendspielen 2018, fuhr dort die Straßen- und Mountainbike-Wettbewerbe und gewann zusammen mit Kata Blanka Vas die Bronzemedaille in der Kombination.
Ab 2019 fuhr sie international in der U23, bei nationalen Meisterschaften in der Elite, wo sie mehrfach auf dem Podium landete. 2022 hatte sie ihre bislang größten Erfolge, als sie bei den ungarischen Meisterschaften das Double aus XCO und Shorttrack (XCC) holte. Im UCI-Mountainbike-Weltcup 2022 belegte sie in der U23 bei den Rennen von Snowshoe Mountain und Mont Sainte-Anne jeweils den vierten Platz, ihre bislang besten Weltcup-Platzierungen. 2023 war sie bei den ungarischen Meisterschaften im XCO und XCC jeweils Zweite hinter Kata Blanka Vas.

## Erfolge
2016
 Jugend-Europameisterschaften – XCO
2017
 Ungarische Meisterin – XCO (Junioren)
2018
 Ungarische Meisterin – XCO (Junioren)
 Ungarische Meisterin – Straßenrennen (Junioren)
 Olympische Jugendspiele – Kombination (mit Kata Blanka Vas)
2022
 Ungarische Meisterin – XCO, XCC